# 1958-as vásárvárosok kupája-döntő
A vásárvárosok kupájának (VVK) első döntőjét 1958-ban rendezték, a közel hároméves versengés zárásaként.
A döntőt oda-visszavágós rendszerben a spanyol CF Barcelona és London város válogatott csapata vívta. A londoni „odavágó” 2–2-es döntetlenjét 1958. május 1-jén 6–0-s CF Barcelona siker követett, így a trófeát 8–2-es összesítéssel a spanyol csapat hódította el.

## Mérkőzések

### 1. mérkőzés
| 1958. március 5. |

| London XI                          | 2–2   | CF Barcelona           |
| ---------------------------------- | ----- | ---------------------- |
| Greaves 10' Langley 88' (11-esből) | (1–2) | Martínez 7' Tejada 35' |

| Stamford Bridge, London Nézőszám: 45 466 Játékvezető: Dusch (svájci) |

| Jack Kelsey (kapus) |
| Peter Sillett       |
| Jim Langley         |
| Danny Blanchflower  |
| Maurice Norman      |
| Ken Coote           |
| Vic Groves          |
| Jimmy Greaves       |
| Bobby Smith         |
| Johnny Haynes       |
| George Robb         |
| Vezetőedző:         |
| Joe Mears           |

| CF BARCELONA:         |
| Pedro Estrems (kapus) |
| Ferran Olivella       |
| Joan Segarra          |
| Martín Vergés         |
| Enric Gensana         |
| Enrique Ribelles      |
| Estanislao Basora     |
| Evaristo              |
| Eulogio Martínez      |
| Ramón Villaverde      |
| Justo Tejada          |
| Vezetőedző:           |
| Domènec Balmanya      |

### 2. mérkőzés
| 1958. május 1. |

| CF Barcelona                                          | 6–0   | London XI |
| ----------------------------------------------------- | ----- | --------- |
| Suárez 6' 8' Martínez 42' Evaristo 52' 75' Vergés 63' | (3–0) |           |

| Nuevo Estadio, Barcelona Nézőszám: 70 000 Játékvezető: Dusch (svájci) |

| CF BARCELONA:            |
| Antoni Ramallets (kapus) |
| Ferran Olivella          |
| Joan Segarra             |
| Martín Vergés            |
| Joaquin Brugue           |
| Enric Gensana            |
| Justo Tejada             |
| Evaristo                 |
| Eulogio Martínez         |
| Luis Suárez              |
| Estanislao Basora        |
| Vezetőedző:              |
| Domènec Balmanya         |

| LONDON XI:          |
| Jack Kelsey (kapus) |
| George Wright       |
| Noel Cantwell       |
| Danny Blanchflower  |
| Kenneth Brown       |
| Dave Bowen          |
| Terry Medwin        |
| Vic Groves          |
| Bobby Smith         |
| Jimmy Bloomfield    |
| Jim Lewis           |
| Vezetőedző:         |
| Joe Mears           |

Összesítésben a Barcelona 8–2-re nyert.
| Az 1955–1958-as vásárvárosok kupája győztese |
| -------------------------------------------- |
| CF Barcelona 1. cím                          |

## Lásd még
- 1955–1958-as vásárvárosok kupája

## Külső hivatkozások
- Az 1957–58-as európai kupaszezon mérkőzéseinek adatai az rsssf.com (angolul)